# Mizuho Financial Group
Mizuho Financial Group, Inc. (яп. 株式会社 み ず ほ フ ィ ナ ン シ ャ ル グ ル ー プ), також просто Mizuho — японська банківська холдингова компанія, розташована в районі Отематі (Токіо). Mizuho Financial Group має в своєму розпорядженні активи на суму 1,625 трильйонів доларів США через дочірні компанії Mizuho Bank (MHBK), Mizuho Trust & Banking (MHTB), Mizuho Securities (MHSC) та інші, будучи другою за величиною фінансовою групою в Японії, третьої банківською компанією після MUFG і SMFG і дев'ятою в світі за рівнем ринкової капіталізації. Вона знаходиться на 59 місці в списку найбільших світових компаній за рейтингом Forbes Global 2000. Основні конкуренти — Mitsubishi UFJ Financial Group і Sumitomo Mitsui Financial Group.
У роздрібному банківському бізнесі Mizuho функціонує через велику кількість філій (понад 500) і понад 11 тисяч банкоматів. Mizuho Bank є єдиним банком, що має філії в кожній префектурі Японії. Він обслуговує понад 26 млн японських будинків.